# 漢弗萊公爵圖書館

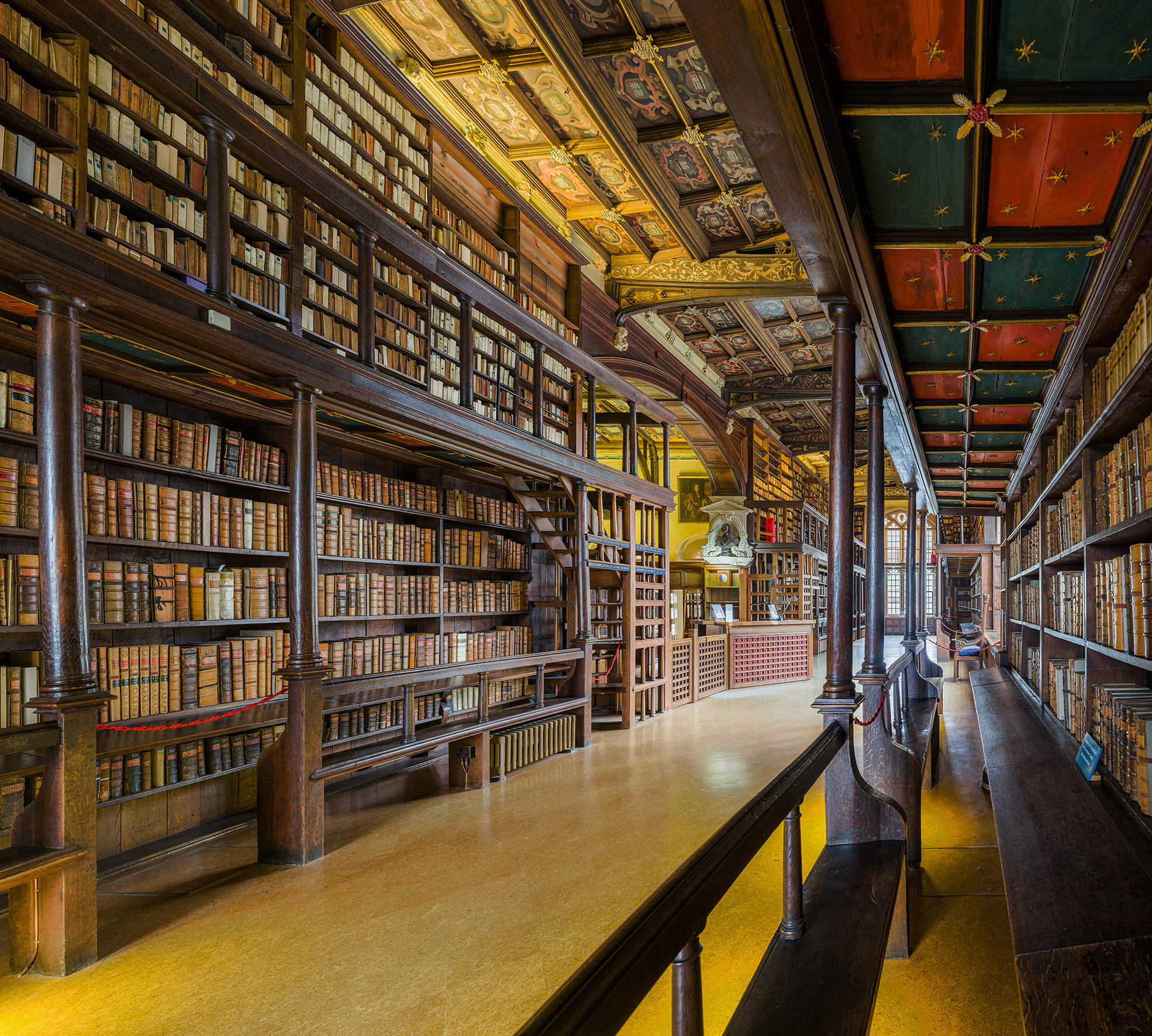
圖書館內部

漢弗萊公爵圖書館（Duke Humfrey's Library）是牛津大學圖書館博德利圖書館中最古老的閱覽室。2015年之前，該閱覽室主要供閱覽地圖、音樂和1641年前的珍貴書籍使用。這座圖書館也是牛津大學檔案館和保守黨檔案館的所在地。這座圖書館也是哈利波特系列電影中霍格沃茨圖書館的拍攝地。